# Weissita
La weissita és un mineral de la classe dels sulfurs. Rep el seu nom de Louis Weiss, propietari de la mina Good Hope (Colorado, Estats Units), on va ser descoberta aquesta espècie.

## Característiques
La weissita és un sulfur de fórmula química Cu2-xTe. Cristal·litza en el sistema hexagonal. Acostuma a trobar-se de manera massiva, o en forma de petites lents d'uns 2,5 centímetres. La seva duresa a l'escala de Mohs és 3.
Segons la classificació de Nickel-Strunz, la weissita pertany a «02.BA: sulfurs metàl·lics amb proporció M:S > 1:1 (principalment 2:1) amb coure, plata i/o or», juntament amb els minerals següents: calcocita, djurleïta, geerita, roxbyita, anilita, digenita, bornita, bellidoïta, berzelianita, athabascaïta, umangita, rickardita, acantita, mckinstryita, stromeyerita, jalpaïta, selenojalpaïta, eucairita, aguilarita, naumannita, cervel·leïta, hessita, chenguodaïta, henryita, stützita, argirodita, canfieldita, putzita, fischesserita, penzhinita, petrovskaïta, petzita, uytenbogaardtita, bezsmertnovita, bilibinskita i bogdanovita.

## Formació i jaciments
Es troba en filons hidrotermals juntament amb altres tel·lururs. Sol trobar-se associada a altres minerals com: pirita, tel·luri, silvanita, petzita, rickardita, sofre, or, calaverita o krennerita. Va ser descoberta l'any 1927 a la mina Good Hope, a Vulcan (Gunnison Co., Estats Units).